# 费尔贝格
费尔贝格（德語：Vellberg，發音：[ˈfɛlbɛʁk] ⓘ）是德国巴登-符腾堡州斯图加特行政区施瓦本哈尔县的城市，面积31.89平方千米，2023年12月31日人口为4,752人。